# 蔡丽华
蔡丽华（1926年2月28日—2021年3月1日），江苏南京人，南京大屠杀幸存者，大屠杀中目睹其父被杀。
1926年，蔡丽华生于南京中华门。南京大屠杀期间，一队日军于夜晚闯入其家中，父亲急忙将她和妹妹、大弟、二弟四人藏到床下，母亲与4个月大的幼弟则无处躲藏，之后日军用刺刀刺其母后背两刀，其父急忙阻止，结果双腿被刺数十刀，导致身亡，时年36岁。之后随姨妈逃亡位于金陵女子大学的难民区。在难民区期间，目睹日军闯入难民区，以手上有茧与否，认定此人是否为中国士兵，之后掳走，用机关枪集体扫射，尸体被丢入河中。其十三四岁时，进入香烟厂包香烟，不久香烟厂倒闭，其大弟为帮助姐姐分忧，便沿街叫卖烧饼油条，长大点后跟师傅学手艺，靠帮人打铁补锅赚些散钱。22岁时，蔡丽华与一铁路员工结婚，并育有三儿两女。
2021年3月1日逝世于南京，享年95岁。

## 相关纪录片
- 《幸存者说：血色1937》：蔡丽华 （页面存档备份，存于）